# 八頭町立郡家東小学校
八頭町立郡家東小学校（やずちょうりつ こおげひがししょうがっこう）は、鳥取県八頭郡八頭町稲荷にある公立小学校。

## 沿革
- 1981年（昭和56年）4月1日 - 郡家町立上私都・中私都・下私都小学校と育英小学校の一部を統合し、郡家町立郡家東小学校開校。
- 2005年（平成17年）3月31日 - 郡家・船岡・八東町が合併し八頭町発足に伴い、八頭町立郡家東小学校と改称。

## 通学区域
- 姫路、明辺、落岩、山志谷、麻生、福地、野町、覚王寺、東市場、市場、上津黒、下津黒、別府、篠波、延命寺、上大坪、下大坪、奥山上、口山上、上峰寺、下峰寺、山田、山路、花原、井古、稲荷、下坂、奥谷、下門尾、門尾、堀越、若葉、宝、フローラル[1]

## 進学先中学校
- 八頭町立八頭中学校

## 交通アクセス
- JR因美線 東郡家駅から約500ｍ。
- JR因美線郡家駅前：さんさんバス私都線「稲荷」バス停下車。